# Scuola di fanteria dell'Esercito Italiano
La Scuola di Fanteria  si trova a Cesano di Roma. La Scuola è l'Istituto per la formazione e la specializzazione degli ufficiali, sottufficiali e volontari dell'Arma di Fanteria dell'Esercito Italiano.
L’attività della Scuola, quale Polo della Fanteria Italiana, è principalmente indirizzata alla formazione e alla specializzazione degli Allievi Ufficiali, dei Marescialli e degli Allievi Sergenti, ed alla qualificazione e all’aggiornamento e specializzazione di Ufficiali, Sottufficiali, Volontari in servizio permanente ed in ferma prefissata.
La Scuola è comandata da un Generale di Brigata, che assume anche il titolo di Ispettore dell'Arma di Fanteria; la Scuola custodisce la Bandiera di Guerra dell'Arma di Fanteria decorata di due Ordini Militari d’Italia (per i meriti acquisiti nella prima guerra mondiale e nella guerra d'Etiopia 1935—1936), di una Medaglia d'oro al valore dell'Esercito (per le missioni all'estero) e di una Medaglia d'oro al valor civile (concessa per l'intervento a favore delle popolazioni colpite dall'alluvione del Piemonte del 1994).
Il poligono della scuola fu teatro della prova di carabina 300 m tre posizioni di tiro durante i Giochi della XVII Olimpiade, disputati a Roma nel 1960.

## Storia
La Scuola di Fanteria venne costituita in Torino nel 1849 con il nome di  Scuola Normale di Fanteria; successivamente viene trasferita ad Ivrea, poi a Colorno (PR) e a Parma. Dopo la seconda guerra mondiale, la Scuola viene ricostituita il 1º marzo 1945 in Cesano di Roma, sul sito che ospitava un importante stabilimento per la produzione di prodotti chimici (in particolare l'iprite) sia per usi civili che militari e dimesso al termine del conflitto. Nel 1984 assunse il nome di Scuola di fanteria e cavalleria. Nel 1993, con la ricostituzione della Scuola di cavalleria in Montelibretti (RM), riassunse la sua tradizionale denominazione di Scuola di Fanteria.
Il 15 febbraio 2003 alla Scuola di Fanteria di Cesano si svolse il giuramento del 190º Corso AUC, ultimo corso per Ufficiali di complemento, chiudendo una tradizione durata quasi 50 anni.
La superficie è di circa 1.578.100 m² ed ha un perimetro di circa 6500 m, e questo ne fa una delle strutture militari più grandi d'Italia.

## La Scuola di Fanteria oggi
L'Istituto dal 1º gennaio 2013 dipende dal Comando per la formazione, specializzazione e dottrina dell’Esercito (COMFORDOT).
Dalla Scuola, che ha un proprio Stato Maggiore, dipendono il Reggimento Addestrativo, articolato su tre battaglioni (uno logistico e due addestrativi), ed il Centro di Addestramento Volontari di stanza a Capua. Il Reggimento dispone infine di un Dipartimento didattico che elabora e conduce fra l'altro, i corsi di ardimento, navigazione terrestre, combattimento negli abitati, tiri di precisione.
Nel 2016 all'interno della Scuola è stato costituito il Centro per la "Security Force Assistance" (SFA), ossia per lo sviluppo di nuove capacità militari in grado di istruire e formare il personale italiano o di Paesi partner sulle attività legate alla Sicurezza e Assistenza, attraverso le competenze e la consolidata esperienza realizzata durante le operazioni all'estero. Il personale così formato sarà impiegato in teatro di operazione in qualità di istruttore SFA a favore di forze armate locali o inserito come elemento chiave di un contingente nazionale. Il 13 dicembre 2017 è stato formalmente creato il centro NATO Security Force Assistance – Centre of Excellence (NATO SFA COE) a supporto della NATO Command Arrangements (NCA). L'accordo bilaterale raggiunto attraverso un memorandum d'intesa tra le nazioni partner (Italia, Albania e Slovenia) e l'Allied Command Transformation è stato poi ufficialmente accreditato dal Consiglio Atlantico della NATO il 3 dicembre 2018.
L'Istituto copre una grande estensione ed è una delle caserme più grandi d'Italia: al suo interno sono ricavati edifici (fra cui spicca un poligono coperto) per i frequentatori e gli istruttori, campi sportivi, una palestra, una palestra di ardimento, piscina e campi da tennis.
La Scuola di Fanteria è quasi totalmente coperta da una rete in fibra ottica per le connessioni telematiche e tutte le sue attività sono altamente informatizzate.
A nord della Scuola, al di fuori del muro di cinta, si trovano i Monti di S. Andrea dove sono collocate le zone di addestramento per fanti e mezzi cingolati e un poligono di tiro per armi individuali e di reparto, realizzato nel 1960 in occasione dei Giochi della XVII Olimpiade.
Il 6 novembre 2016 la caserma è stata duramente colpita dal violento tornado che si è abbattuto sulla zona e che ne ha stravolto l'aspetto. Nel cosiddetto Villaggio una persona è deceduta a causa del crollo di un pino e moltissime altre piante sono state abbattute. Nei giorni successivi, un'imponente opera di potatura, condotta anche con l'ausilio del personale del 6º Reggimento Genio Pionieri,  ha praticamente fatto scomparire tutta la vegetazione di alto fusto che caratterizzava l'ingresso e la parte meridionale dell'Istituto, riportandoli alle condizioni del 1945.

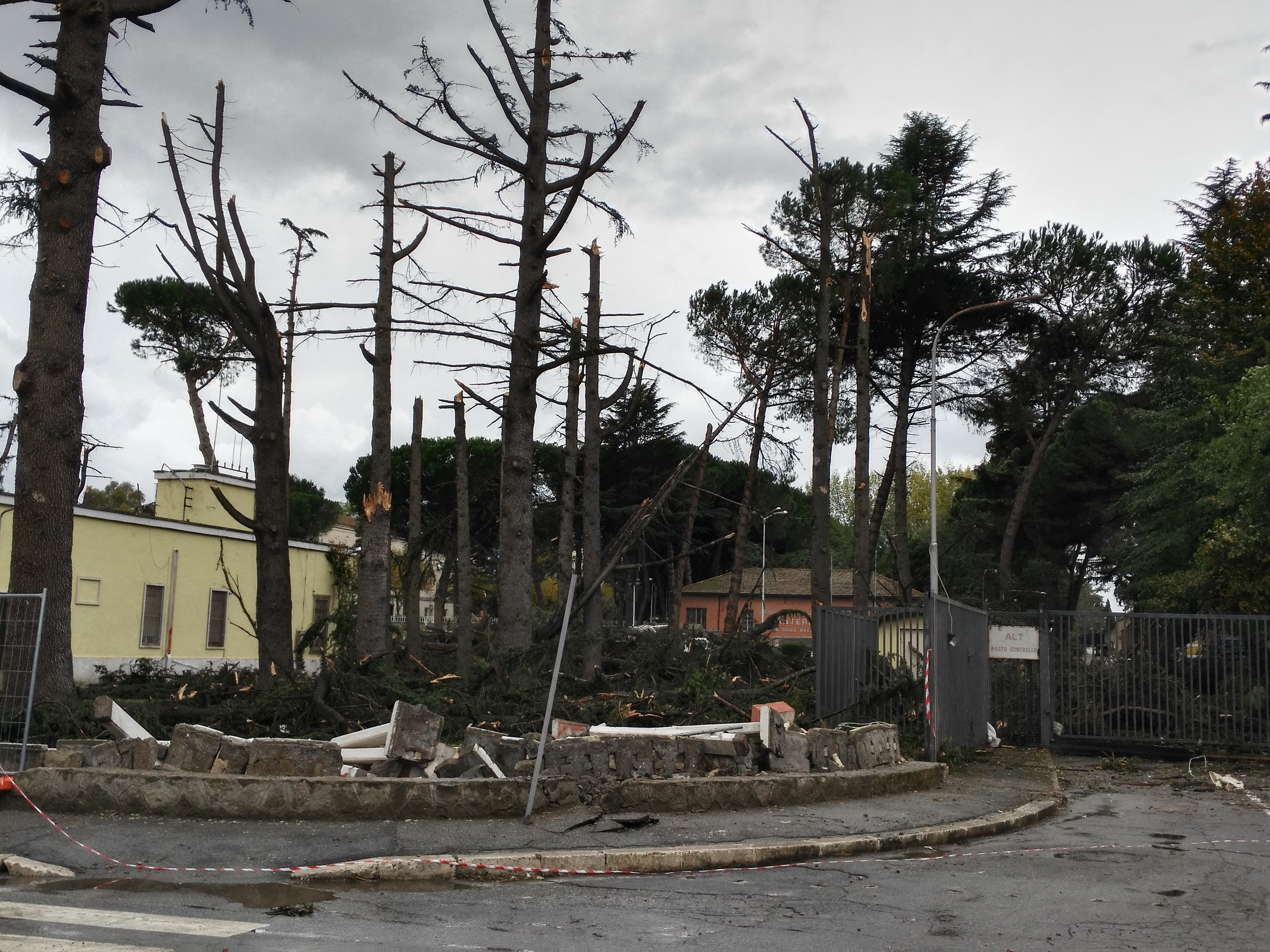
L'ingresso dopo il tornado